# Goliathus regius
Goliathus regius — вид жуків, представник роду Goliathus з родини пластинчастовусих.

## Опис

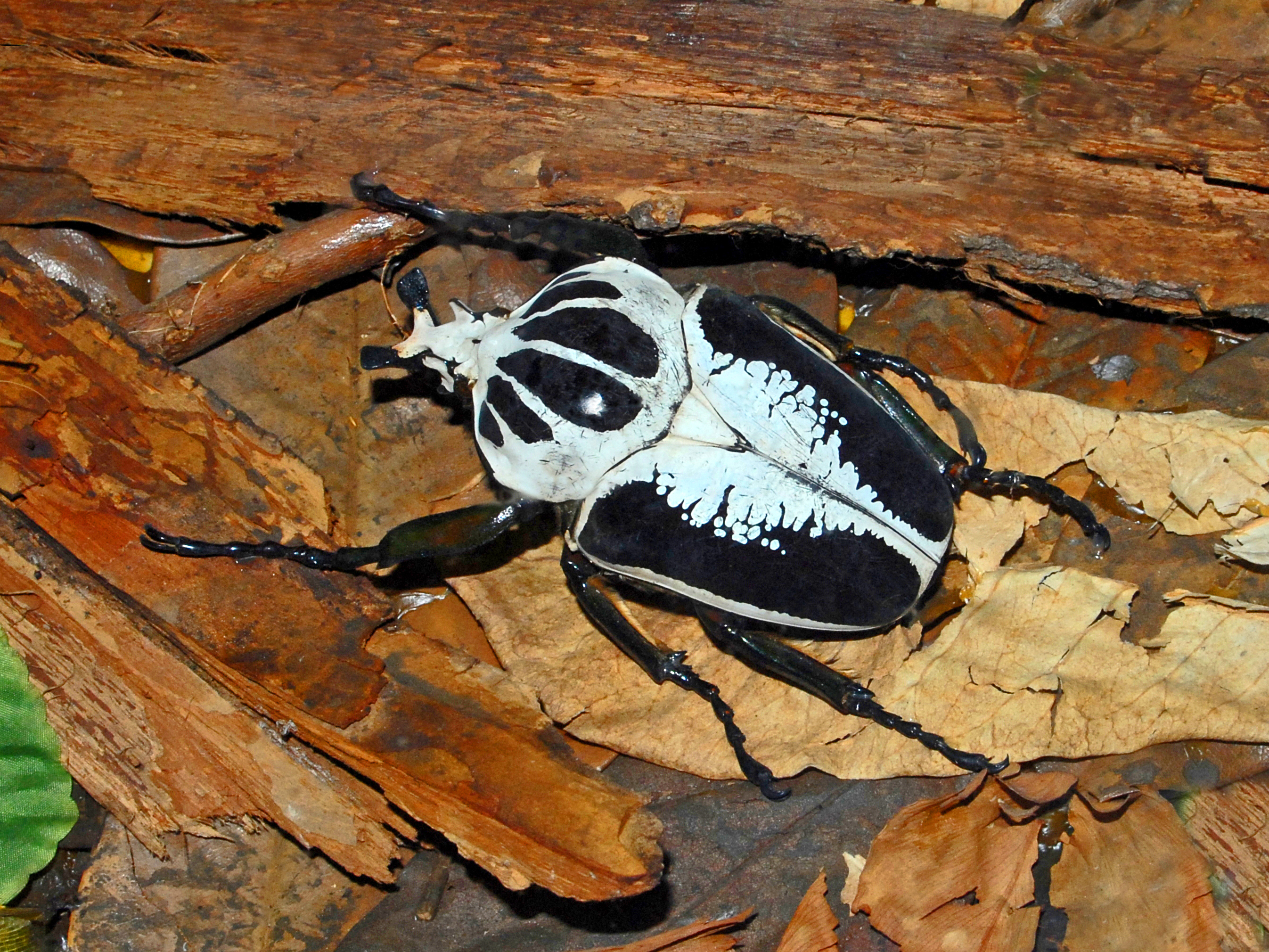

Довжина тіла самців до 116 мм, що робить його найбільшим представником роду. Середня довжина самців 85-96 мм. Довжина тіла самиць — 50-80 мм. Грудний щит без виїмки. Передні гомілки тільки у самиці із зубцями. Самці на голові мають схожий на ріг Y-подібний відросток. У самиці виростів немає, голова у формі щита, що сприяє копанню землі для відкладання яєць.

## Ареал
Ареал виду охоплює Екваторіальну Африку.

## Біологія
У денний час жуки активно літають і значну частину часу проводять у кронах дерев. На землю спускаються украй рідко. Живляться витікаючим соком дерев і перезрілими фруктами. Тривалість життя імаго — близько 6 місяців.

## Виноски
1. 1 2 3 4 5 6 7 8 9 10 11 12 13 14 15 16 17 18 19 20 21  Endrödi S. (1960) Die arten und abberationen der gattung Goliathus Lam II, Folia Entomologica Hungarica, Budapest 13(22):467-508
2. ↑  Castelnau F. (1840) Histoire Naturelle des Insectes Coléoptères. Avec une introduction renfermant L'Anatomie et la Physiologie des Animaux Articulés, par M.Brullé, P.Duménil. Paris 2:1-564
3. ↑  MacLeay W.S. (1838) On the Cetoniidae of South Africa. Smith A.:Illustrations of the zoology of South Africa; consisting chiefly of figures and descriptions of the objects of natural history collected during an expedition into the interior of South Africa, in the years 1834,, Smith, Elder & Co. London 3:3-52
4. ↑  Westwood J.O. (1837) Illustrations of exotic entomology, containing upwards of six hundred and fifty figures and descriptions of foreign insects, interspersed with remarks and reflections on their nature and properties, Drury's Exotische Insecten 2(3):1-93
5. ↑  detail.asp?beetleid=772&page=1&count=y http://www.beetlesofafrica.com/[недоступне посилання]
6. ↑  Yukio Yaznda & Shuji Okejima «Kafer der Welt». — 1990. — 126 pages, 700 col illus